# Балшенски манастир
Балшенският манастир „Св. Теодор Стратилат“ е български  действащ православен мъжки манастир.
Населен с трима монаси (към 1 юни 2022 г.). Към манастира има стопанство с животни – овци, кози, крави. Има и пчелин.

## Местоположение
Намира се на 1,5 km североизточно от Балша и на около 10 km северозападно от Нови Искър. Разположен е върху открита височина в южните склонове на Софийска планина. До манастира се достига по нов асфалтиран път, отклоняващ се от този, който свързва селата Доброславци и Балша. Разположен е в красива местност с панорамна гледка към Софийското поле.
тел: 0879122110

## История
Местността е била известна като Манастиро. Там се откриват следи от стари зидове. През 70-те години на XX век монахини възстановяват първоначално манастирската църква и заживяват тук. След смъртта на последната обаче обителта бързо запада. Едва след 10 ноември 1989 започва постепенното възраждане на манастира. Общите усилия на дарители, строители и ентусиасти са увенчани с успех през 2003 г. На 8 юни (храмовият празник) църквата и новопостроената към нея жилищна сграда са осветени от патриарх Максим Български.

## Храмов празник
Храмов празник има на 8 юни, когато се почита паметта на Теодор Стратилат. Също и на 8 февруари.